# Otto Lasch
Otto Lasch (Pleß, 25 juni 1893 - Bad Godesberg, 28 april 1971) was een Duitse officier en General der Infanterie tijdens de Tweede Wereldoorlog. Lasch werd met name bekend vanwege zijn rol en leiderschap in de belegering en verdediging van Koningsbergen en de overgave van die stad in 1945.

## Leven
Op 25 juni 1893 werd Lasch geboren in Pleß in het toenmalig Duitse Opper-Silezië. Hij was de zoon van de Oberforstmeister van de Heerlijkheid Pleß. Otto Lasch werd na zijn schooltijd vanaf 27 maart 1913 officier in opleiding (Offizieranwärter) bij het Jäger-Bataillon „Fürst Bismarck“ (Pommersches) Nr. 2 in Kulm. Op 2 augustus 1914 werd hij compagniescommandant. Met dit bataljon nam Lasch deel aan de Eerste Wereldoorlog. In november 1914 raakte hij gewond en bracht een tijd door in het hospitaal. Daarna was hij in 1915 adjudant van het bataljon. Vanaf 1915 werd hij ingezet als luchtwaarnemer (Fliegerbeobachter) en na 1918 bij de Grenzschutz Ost.
In 1919 trouwde Lasch met Lisette Wrobel. Vanaf 1 januari 1920 diende Lasch bij de Sicherheitspolizei in Lyck totdat hij op 15 oktober 1935 werd overgenomen door de Wehrmacht. Na het bevel te hebben gevoerd over een bataljon van 1936 tot 1939 (o.a. in de Poolse Veldtocht) en later over het Infanterieregiment 43 van 1939 tot 1942 in de Slag om Frankrijk en de aanval op de Sovjet-Unie, was hij commandant van de 217e Infanteriedivisie in 1942/43 en van de 349e Infanteriedivisie in 1943/44. Van september tot november 1944 voerde hij als bevelvoerend generaal het bevel over het 64e Legerkorps, dat ondergeschikt was aan het 19e Leger en onder meer in de Elzas werd ingezet. Vervolgens werd hij commandant van Wehrkreis I (Koningsbergen).
Na de omsingeling van Koningsbergen door het Rode Leger werd Lasch eind januari 1945 benoemd tot bevelhebber van de stad, die tot vesting was verklaard. Op 31 januari 1945 omsingelde het Rode Leger Koningsbergen. Lasch drong er bij Erich Koch, de Gauleiter van de NSDAP, Reichsverteidigungskommissar en hoofd van de Volkssturm in de Gau Oost-Pruisen, meerdere malen op aan om Koningsbergen, dat al in puin lag, over te dragen aan de Sovjettroepen. Koch wees dit altijd af op grond van het feit dat Lasch een soldaat was en als zodanig moest vechten ("Je capituleert niet zo gemakkelijk! Capitulatie is een erezaak!"). Op 6 april 1945 begon de Slag om Koningsbergen. Lasch capituleerde op de avond van 9 april toen Sovjetsoldaten voor zijn commandobunker, de zogenaamde Laschbunker op de Paradeplatz, verschenen. Hiervoor werd hij door Adolf Hitler bij verstek gedegradeerd en ter dood veroordeeld wegens lafheid tegenover de vijand. De aanleiding voor deze procedure zou een telegram van Koch zijn geweest, dat luidt: "De commandant van Königsberg, Lasch, maakte van een moment van mijn afwezigheid uit de vesting gebruik om op laffe wijze te capituleren. Ik zal blijven vechten in Samland en op de Nehring."[3] Lasch' vrouw en twee dochters werden respectievelijk in Denemarken en Berlijn gearresteerd en in hechtenis genomen; ze werden vrijgelaten na het einde van de oorlog.
Lasch zelf werd Sovjet-krijgsgevangene en werd naar tal van Goelagkampen gestuurd. In 1948 werd hij veroordeeld tot 25 jaar in een werkkamp en naar Vorkoeta gestuurd. Op 8 oktober 1955 werd hij vrijgelaten en keerde hij met het zogenaamde amnestietransport terug naar de Bondsrepubliek Duitsland. 
Otto Lasch stierf op 28 april 1971 in Bad Godesberg en rust daar naast zijn vrouw Lisette.

## Militaire carrière
- General der Infanterie: 9 november 1944[1]
- Generalleutnant: 1 april 1943[1]
- Generalmajor: 1 augustus 1942[1]
- Oberst: 1 december 1939[1]
- Oberstleutnant: 1 januari 1937[1]
- Major: 15 oktober 1935[1]
- Polizei-Major: 6 november 1933[1]
- Polizei-Hauptmann: 1 april 1921[1]
- Polizei-Oberleutnant: 1 januari 1920[1]
- Oberleutnant: 22 maart 1918[1]
- Leutnant: 7 augustus 1914[1]
- Fähnrich: 22 maart 1914[1]
- Fahnenjunker: 27 maart 1913[1]

## Onderscheidingen
Selectie:
- Ridderkruis van het IJzeren Kruis op 17 juli 1941 als Oberst en commandant van het Infanterierregiments 43 (362e toekenning)[1]
- Ridderkruis van het IJzeren Kruis met Eikenloof op 10 september 1944 als Generalleutnant en commandant van de 349e Infanteriedivisie (578e toekenning)[1]
- IJzeren Kruis 1914, 1e Klasse (7 juli 1916[1][3]) en 2e Klasse (5 oktober 1914[1][3])
- Herhalingsgesp bij IJzeren Kruis 1939, 1e Klasse (20 oktober 1939[1]) en 2e Klasse[3] (13 september 1939[1])
- Erekruis voor Frontstrijders in de Wereldoorlog[1]
- Gewondeninsigne 1939 in zwart[3]
- Medaille Winterschlacht im Osten 1941/42[1]
- Vermelding in Wehrmachtsbericht: 
  - 1 juli 1941[4]
  - 2 juli 1942
  - 12 april 1945[1][5]

Categorie:Duits krijgsgevangene